# Демократичний рух — Єдина Грузія
«Демократичний рух — Єдина Грузія» (груз. დემოკრატიული მოძრაობა — ერთიანი საქართველო, Демократулі модзраоба — Ертіані Сакартвело) — правоцентристська прокремлівська політична партія Грузії, заснована 24 листопада 2008 року Ніно Бурджанадзе. Виступиє за позаблоковий та нейтральний статус Грузії, за зближення з Росією. Генеральний секретар партії — Вахтанґ Колбая.

## Історія
Партія заснована Ніно Бурджанадзе 24 листопада 2008 року, після того як вона вийшла з партії «Єдиний національний рух» та пішла в опозицію до тодішнього президента Міхеїла Саакашвілі. Навесні 2009 року «Демократичний рух — Єдина Грузія» брав участь у протестах та вимагав відставки президента Міхеїла Саакашвілі. 
На президентських виборах у Грузії в 2013 році партія висунула кандидатом Ніно Бурджанадзе. У підсумку Бурджанадзе посіла третє місце, за неї проголосувало 10,18% виборців.
У 2016 році на парламентських виборах партії «Демократичний рух — Єдина Грузія» не подолала 5% бар'єр, набравши 2,81 голосів виборців. Партія отримала лише одне місце у Верховній Раді Аджарії на місцевих виборах 2016 року. 
Ніно Бурджанадзе заявила що вона та її партія не будуть брати участь у президентських виборах 2018 року. Вона відкрито критикує прозахідний курс Грузії та декларує необхідність відновлення повноцінних відносин з Росією.